# Capparis saxatilis
Capparis saxatilis là một loài thực vật có hoa trong họ Capparaceae. Loài này được Kunth ex DC. mô tả khoa học đầu tiên năm 1824.